# Pelham Parkway (línea de la Avenida Dyre)
Pelham Parkway es una estación local en la línea de la Avenida Dyre del Metro de Nueva York de la división A del Interborough Rapid Transit Company (IRT). La estación se encuentra localizada en Baychester, Bronx entre la intersección de Pelham Parkway, Williamsbridge Road y Esplanade. La estación es servida por los trenes del servicio .